# Jole Ruzzini
Jole Ruzzini (ur. 25 lutego 1984 roku w Sassari) – włoska siatkarka, reprezentantka kraju, grająca na pozycji libero.

## Sukcesy
Puchar Serie A2:
- 2013

Puchar Challenge:
- 2016

Mistrzostwo Rumunii:
- 2016

Puchar Francji:
- 2018

Mistrzostwo Francji:
- 2018